# Luis Villalba Muñoz
Luis  Villalba Muñoz (Valladolid, 22 de septiembre de 1872-Madrid, 8 de enero de 1921) fue un religioso agustino, musicólogo y compositor español.

## Biografía
Se formó en el Colegio de Padres Agustinos de su Valladolid natal y obtuvo el doctorado en Filosofía y Letras por la Universidad de Madrid. Fue ordenado sacerdote en 1896. Ocupó la plaza de maestro de capilla en el Monasterio de San Lorenzo de El Escorial desde 1898 a 1916 y posteriormente de organista de la iglesia de San Sebastián en Madrid. Como compositor escribió  gran cantidad de música religiosa vinculada a la reforma del Motu proprio y desarrolló una intensa actividad como musicólogo, ya que escribió unos doscientos estudios fundamentalmente sobre la organografía española y biografías de sus contemporáneos. Fue director de varias revistas musicales de la época, como  Biblioteca sacro-musical, Santa Cecilia y La ciudad de Dios. Por su labor a favor de la recuperación del pasado musical español fue nombrado académico de la Real Academia de Bellas Artes de San Fernando de Madrid y Guido Adler le escogió como miembro de la comisión para elaborar el Corpus Scriptorum de Musica.